# نقش‌برجسته پل آبگینه
نقش برجسته پل آبگینه مربوط به دوره قاجار است و در شهرستان کازرون، بخش مرکزی، دهستان بلیان، روستای پل آبگینه، کنار جاده آسفالته، انتهای دماغه کوه واقع شده و این اثر در تاریخ ۱ مرداد ۱۳۸۶ با شمارهٔ ثبت ۱۹۳۱۶ به‌عنوان یکی از آثار ملی ایران به ثبت رسیده است.